# Sisillio I
Sisillio I o Silvio (fl. VII secolo a.C.) fu un leggendario sovrano della Britannia, menzionato da Goffredo di Monmouth.
Prima di lui regnò Gurgustio; gli succedette Jago.